# Janusz Kowalski (kolarz)
Janusz Kowalski (ur. 8 czerwca 1952 w Buczach) – polski kolarz szosowy, mistrz świata amatorów, zwycięzca Tour de Pologne.

## Kariera
W dzieciństwie rodzina przeprowadziła się do Lednogóry, gdzie rozpoczął trenowanie biegów i zapasów. W 1968 ze środków z hodowli królików zakupił pierwszy rower marki Huragan. W tym samym roku wziął udział w swoim pierwszym wyścigu z Pobiedzisk przez Kiszkowo i Kostrzyn do Pobiedzisk. W 1969 zajął drugie miejsce w biegu przełajowym młodzików na poznańskim Świerczewie, a potem został mistrzem przełajowym młodzików okręgu poznańskiego. Był zawodnikiem LZS Gniezno, LKS Wielkopolska i CWKS Legii Warszawa. W 1972 zajął trzecie miejsce w rowerowym wyścigu dookoła Mazowsza, i został wicemistrzem Polski w wyścigu górskim. 5 stycznia 1973 przeżył w Skomielnej Białej groźny wypadek samochodowy, w którym zginął kolarz Jerzy Żwirko i trener Henryk Łasak. W 1973 obronił tytuł wicemistrza Polski w kolarstwie górskim. W 1974 zdobył złoty medal w wyścigu ze startu wspólnego amatorów na mistrzostwach świata w Montrealu. W zawodach tych wyprzedził bezpośrednio Ryszarda Szurkowskiego oraz Szwajcara Michela Kuhna. Był to jedyny medal wywalczony przez Kowalskiego na międzynarodowej imprezie tej rangi. W 1975 roku wygrał Tour of Bulgaria, a rok później był najlepszy w Tour de Pologne. Dwukrotnie startował w Wyścigu Pokoju, zajmując czołowe miejsca w klasyfikacji drużynowej (1974 – 1. miejsce, 1976 – 3. miejsce). Nigdy nie wziął udziału w igrzyskach olimpijskich.
Jeździł razem z najlepszymi polskimi kolarzami, jeden z tzw. złotej polskiej dwunastki.